# Gonomyia neonebulosa
Gonomyia neonebulosa är en tvåvingeart som beskrevs av Alexander 1930. Gonomyia neonebulosa ingår i släktet Gonomyia och familjen småharkrankar.
Artens utbredningsområde är Taiwan. Inga underarter finns listade i Catalogue of Life.